# BPC 157 (пентадекапептид)
BPC-157 (также известный как PL 14736) представляет собой стабильный и устойчивый к гидролизу или перевариванию ферментами желудочный пентадекапептид. Первоначально из желудочного сока человека был выделен пептид BPC (body protection compound) с молекулярной массой 40,0 кДа из которого был получен стабильный фрагмент из 15 аминокислотных остатков названный BPC 157.  Он имеет аминокислотную последовательность Gly-Glu-Pro-Pro-Pro-Gly-Lys-Pro-Ala-Asp-Asp-Ala-Gly-Leu-Val.
В исследованиях на животных было обнаружено что пентадекапептид BPC-157 способствует заживлению различных тканей, включая кожу, слизистую оболочку, роговицу, мышцы, сухожилия, связки и кости.  При этом он повышает экспрессию рецептора гормона роста.  Кроме того воздействуя на  рецептор фактора роста сосудистого эндотелия, тип 2 (VEGFR-2) BPC-157 способствует ангиогенезу.
Известно, что пентадекапептид BPC 157 обладает терапевтической эффективностью в отношении заживления различных тканей и ангиогенеза, предположительно посредством  активации сигнальных путей оксида азота.
Доклиническая оценка безопасности BPC-157 показала отсутствие токсического воздействия на организм собак при дозах ниже 2 мг/кг.